# Никольское (Ростиловское муниципальное образование)
Никольское — деревня в Грязовецком районе Вологодской области.
Входит в состав Ростиловского муниципального образования (с 1 января 2006 года по 9 апреля 2009 года входила в Плосковское муниципальное образование), с точки зрения административно-территориального деления — в Плосковский сельсовет.
Расстояние до районного центра Грязовца по автодороге — 34 км, до центра муниципального образования Ростилово по прямой — 19 км. Ближайшие населённые пункты — Темниково, Неверово, Початково.
По данным переписи в 2002 году постоянного населения не было.